# Lac Jabbūl
Le lac Jabbūl ou Sabkhat al-Jabbul (en arabe : سبخة الجبول) est un lac salé situé au sud-est d'Alep en Syrie. D'une superficie d'environ 100 km2, c'est le deuxième plus grand lac du pays après le lac el-Assad.